# Karen Handel
Karen Christine Handel, née Walker le 18 avril 1962 à Washington, est une femme politique américaine, membre du Parti républicain.

## Biographie

### Jeunesse et vie professionnelle
Karen Handel grandit dans le Maryland, dans un foyer modeste. Elle rejoint la région d'Atlanta dans les années 1990, pour suivre son mari. En 2000, elle devient PDG de la chambre de commerce du Greater North Fulton.

### Débuts en politique
En 2002, elle échoue à être élue au conseil du comté de Fulton, un comté majoritairement démocrate. L'année suivante, elle profite d'une élection partielle pour prendre la présidence de ce conseil. À ce poste, elle équilibre notamment le budget du comté,.
En 2006, elle est élue Secrétaire d'État de Géorgie. Durant son mandat, elle met en place une réforme imposant la présentation d'un document d'identité avec une photographie pour voter,. Cette mesure est parfois critiquée pour viser les minorités, plus favorables aux démocrates. Avant les élections de 2010, elle choisit de démissionner pour se présenter au poste de gouverneur. Quelques jours avant la primaire républicaine, notamment portée par le soutien soutien de Sarah Palin, Karen Handel prend la tête des sondages. Elle arrive en tête du premier tour avec environ 34 % des voix, devant le représentant Nathan Deal (23 %), le sénateur local Eric Johnson (20 %) et le commissaire aux assurances de l'État John Oxendine (17 %). Au second tour, elle est battue d'extrême justesse par Nathan Deal, qui la devance d'environ 2 500 voix sur près de 500 000. Elle accepte sa défaite et refuse un recomptage des bulletins.
En 2011, elle rejoint la fondation Susan G. Komen for the Cure. Elle pousse l'association, qui lutte contre le cancer du sein, à diminuer fortement ses dons au Planned Parenthood, qui s'occupe également de contraception et d'avortement. Face aux critiques, l'association revient sur sa décision et Karen Handel démissionne, estimant cependant qu'elle n'était pas la seule à avoir soutenu cette décision.

### Candidatures fédérales

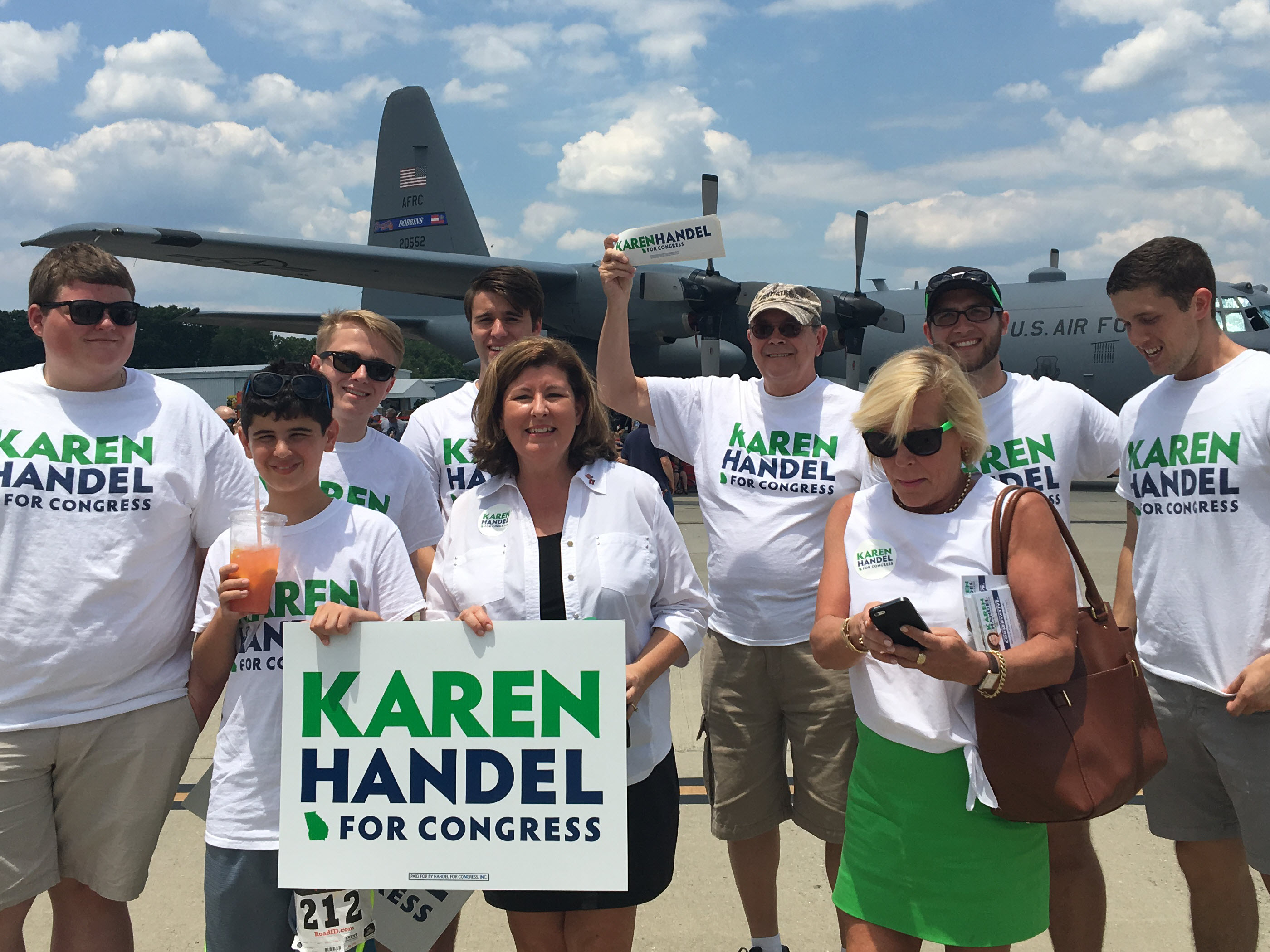
Handel en campagne pour le Congrès en 2017.

En mai 2013, elle annonce sa candidature au Sénat des États-Unis pour succéder au sénateur républicain de Géorgie Saxby Chambliss. Elle est à nouveau soutenue par Sarah Palin. Avec 22 % des voix, elle arrive en troisième position derrière l'homme d'affaires David Perdue et le représentant Jack Kingston, qu'elle soutient au deuxième tour. C'est cependant Perdue qui remporte la primaire et est élu sénateur.
Après la nomination de Tom Price comme Secrétaire à la Santé, Karen Handel se présente à sa succession dans le 6e district de Géorgie. Dans cette circonscription historiquement républicaine, Price a été réélu avec 23 points d'avance en novembre 2016, mais Donald Trump n'y a remporté l'élection présidentielle qu'avec deux points d'avance sur Hillary Clinton. Le 18 avril 2017, Karen Handel arrive en deuxième position du premier tour avec 19,8 % des voix, loin derrière le démocrate Jon Ossoff, pourtant peu connu, qui réunit 48,1 % des votants. Son résultat s'explique notamment par la division du camp républicain. Les deux candidats se retrouvent au second tour, le 20 juin 2017. Avec environ 60 millions de dollars dépensés, l'élection devient la plus chère de l'histoire de la Chambre des représentants, en multipliant par deux l'ancien record. Si elle lève moins de fonds que son adversaire, Karen Handel reçoit le soutien d'importants comités d'action politique républicains,. Bien que les sondages la donnent distancée par Jon Ossoff, elle est finalement élue à Chambre des représentants des États-Unis avec 51,9 % des suffrages,.
Handel est candidate pour un mandat complet lors des élections de 2018. Elle affronte la démocrate Lucy McBath, devenue une militante du mouvement contre les armes à feu après la mort de son fils. Handel fait notamment campagne sur son vote en faveur de la réforme des impôts, l'estimant favorable aux habitants de la circonscription, mais elle est attaquée par McBath pour sa proximité avec la NRA et son soutien au programme de Trump. Elle est finalement battue d'un point par McBath. C'est la première fois que le siège échappe aux républicains depuis 1979.
En mars 2019, Handel annonce son intention de récupérer son ancien siège lors des élections de 2020. Elle remporte la primaire républicaine avec près de 75 % des suffrages, devant quatre autres prétendants à la nomination. En novembre, elle affronte à nouveau McBath.